# Parlatoria namunakuli
Parlatoria namunakuli är en insektsart som beskrevs av Green 1922. Parlatoria namunakuli ingår i släktet Parlatoria och familjen pansarsköldlöss.
Artens utbredningsområde är Sri Lanka. Inga underarter finns listade i Catalogue of Life.